# Армянская народная музыка
Армя́нская наро́дная му́зыка — музыкальный фольклор армянского народа.
Наряду с другими атрибутивными компонентами социокультурного бытования армянского этноса, самобытная армянская народная музыка составляет основу национального самосознания и определяет социокультурную идентичность армянского народа.
Являясь одной из самых древних, обладая ярко выраженным своеобразием, мелодическим богатством и композиционным благородством, армянская народная музыка оказала значительное влияние также и на развитие всей мировой музыкальной культуры.

## История возникновения
Армянская народная музыка берёт своё начало в глубокой древности. Её научно прослеживаемая история насчитывает свыше трёх тысячелетий.
Процесс этот начал зарождаться уже в XX—XVIII веках до н. э..
На территории Армянского нагорья (географическом и цивилизационно-культурном ареале, в границах которого протекал этногенез армянской нации) найдено множество артефактов, свидетельствующих о том, что музыкальное искусство здесь процветало уже, по крайней мере, со II тысячелетия до н. э..
Подобными артефактами являются и найденные археологами старинные музыкальные инструменты, и различные изображения (в том числе — петроглифные) музицирующих людей, и древние письменные (в основном — клинописные) памятники, повествующие о тех или иных событиях, церемониях и действах, которые сопровождались музыкой.
Самобытные черты армянской народной музыки сформировались благодаря слиянию музыкальных традиций Армянского нагорья, Месопотамии и Средиземноморья, в частности, по мнению музыковеда Х. С. Кушнарёва, урартской, хеттской, древнеперсидской культур.

## Этапы развития

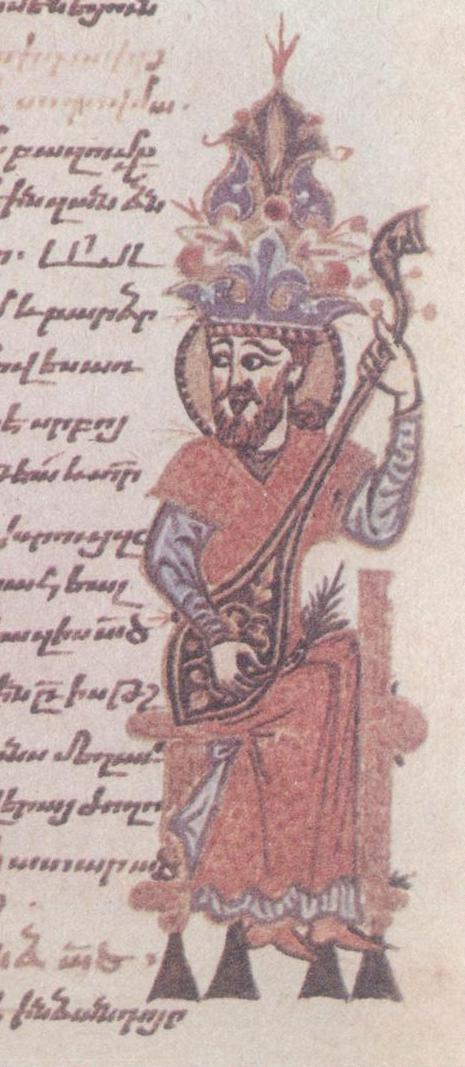
Музыкант. Средневековая рукопись

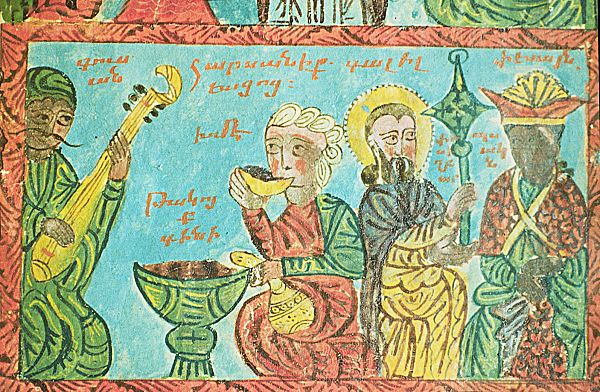
Гусан исполняет песню на свадьбе. Миниатюра XVI века

Из глубины веков доходят до нас сведения об армянских народных певцах (рапсодах) — гусанах, творчество которых, в свою очередь, восходит к ещё более ранней музыкальной традиции випасанов — народных певцов-сказителей эпических поэм древней Армении.
В частности, о гусанских песнях сообщают древнеармянские авторы V века: Агатангелос, Фавстос Бузанд, Мовсес Хоренаци, Егише и другие..
Первоначально «гусанами» называли служителей в храме бога Гисанэ, а в эпоху эллинизма — участников фарсовых и сатирических представлений.
Гусаны пели песни, сопровождаемые игрой на музыкальных инструментах, преимущественно на пирах, свадьбах, похоронах. Исполняли они также песни скитальцев-бездомных («гариби»), эпические песни, мифические сказания и др..
Среди основных (вокальных, инструментальных, смешанных) жанров и видов древнеармянской народной музыки по характеру их прикладных функций (культовому и социальному назначению) можно выделить обрядовые, календарные, трудовые, свадебные, военные, эпические, танцевальные, застольные, лирико-любовные, колыбельные, бытовые, игровые, погребальные и т. д.
Особое место в армянской народной музыке занимают крестьянские песни, включающие в себя пахотные «оровелы», а также песни скитальцев («пандухтов»), относящиеся к жанру «антуни».
Позже армянская музыка контактировала с культурами различных ближневосточных народов: арабской, персидской, курдской, азербайджанской, русской и др.

## Специфика

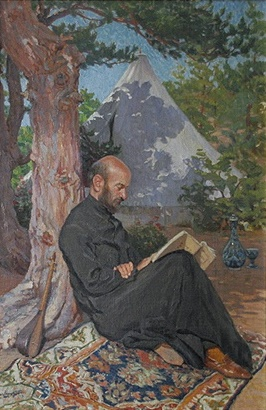
Фанос Терлемезян, Портрет Комитаса, 1913 год

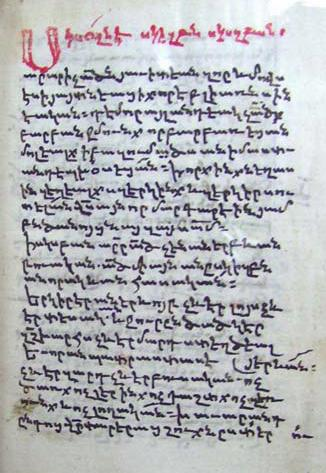
Рукопись армянского поэта-гусана XV—XVI вв. Ованеса Тлкуранци

Исследованием эстетических особенностей армянской народной и духовной музыки с древних времён в той или иной степени занимались многие армянские историки, литераторы, философы и музыкальные теоретики: Месроп Маштоц, Саак Партев, Иоанн Мандакуни, Степанос Сюнеци (старший), Комитас Ахцеци, Барсег Тчон, Саак Дзорапореци, Степанос Сюнеци, Давид Анахт, Давид Керакан, Акоп Санахнеци, Григор Нарекаци, Хачатур Таронаци, Нерсес Шнорали, Ованес Имастасер, Ованес Ерзнкаци, Аракел Сюнеци, Акоп Кримеци, Григор Нарекаци, Фрик, Ованес Тлкуранци, Мкртич Нагаш, Минас Тохатеци, Петрос Капанци, Багдасар Дпир, Аракел Сюнеци, Матеос Двугаеци, Григор Хлатеци, Аракел Багишеци, Аветик Пагтасарян, Зенне-Погос, Хачатур Эрзрумци, Мхитар Себастаци, Григор дпир Гапаскалян (автор четырёх музыковедческих трактатов) и другие.
Большую коллекцию образцов армянской народной и духовной музыки собрали такие известные армянские композиторы и фольклористы XIX — XX веков, как М. Г. Екмалян, С. А. Меликян, Г. М. Сюни, Н. Ф. Тигранян, Х. М. Кара-Мурза.
Но всё-таки наибольшая заслуга в деле систематизации, изучения и глубокого эстетического осмысления армянского музыкального фольклора принадлежит основателю национальной школы научной фольклористики Комитасу, которому удалось собрать, обработать и подготовить к изданию более 2000 народных песен:
В результате неутомимой собирательской и научной деятельности Комитаса-этнографа, создавшего подлинную антологию армянской народной песни и вскрывшего закономерности музыкального мышления и музыкальной речи крестьянина, вопросы древности традиций, жанровой дифференциации, генезиса и кристаллизации системы средств художественного выражения светского народно-национального песнетворчества, сразу и самым убедительным образом вошли в основную проблематику армянской монодической музыки. Последняя уже с предельной ясностью представлялась двумя ветвями: народно-крестьянской и духовной.
Изначально армянская народная музыка имела склад монодийный, но обогащённый различными элементами полифонии (тянущимися тонами, использованием некоторых видов антифонного пения и т. д.).
Комитас выявил тетрахордное строение основополагающего звукоряда армянской народной музыки и характерные способы сцепления в нём ячеек-тетрахордов.
Музыковедческие изыскания Комитаса в области армянской народной музыки были продолжены затем Х. С. Кушнарёвым, который определил основополагающий диатонический звукоряд армянской музыки как объединение трех сплетённых между собой серий чистых кварт (миксолидийской, эолийской и локрийской), разъяснил методы образования хроматического звукоряда армянской народной музыки и дал подробную характеристику всей совокупности отношений тонов, возникающих на данной сонорной базе.
Ну а вообще, теория музыки в Армении всегда была неразрывным образом связана с музыкальной эстетикой, так что уже с давних времён мелодическое богатство армянской народной музыки в сугубо музыковедческом отношении объяснялось тем фактом, что она обладает обширной системой диатонических ладов (в том числе — неоктавных гиполадов с серединным положением тоники, с наличием на разных ступенях побочной опоры, с применением различных альтераций и т. д.), а также чрезвычайно богатой (часто переменной, асимметричной, синкопированной) ритмикой, использующей всевозможные (в том числе — смешанные) метры и размеры.
Все исторически эволюционировавшие формы армянской народной музыки, от простых крестьянских песен, мелодий випасанов, гусанов и вардзаков до шараканов, тагов и творчества ашугов основаны на широком использовании различных приёмов интонационно-тематического развития, отличающегося мелодической ясностью, благородной уравновешенностью и внешней фактурной сдержанностью в использовании различных музыкально-выразительных средств при большой внутренней экспрессии её глубинно-композиционной структуры.

## Выдающиеся представители прошлого

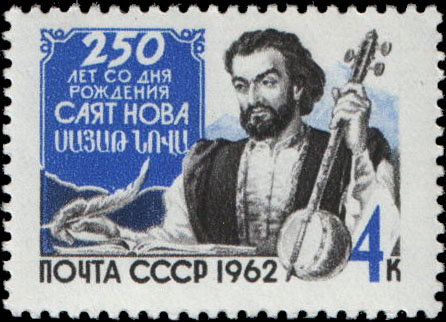
Sayat-Nova (Арутю́н Саядя́н)

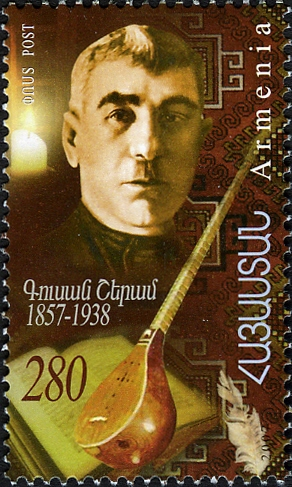
Гусан Шерам на почтовой марке Армении

Известные поэты-гусаны XV—XVI столетия:
- Григор Хлатеци
- Наапет Кучак — автор произведений, известных как «айрены».

Выдающиеся армянские гусаны-ашуги XVII—XVIII века:
- Саят-Нова
- Овнатан Нагаш
- Багдасар Дпир (он же автор тагов)
- Эгаз
- Гул Арутин
- Багер сын Лазаря и другие

Замечательные образцы армянской народной музыки создали гусаны и ашуги XIX—XX веков: Аваси, Шерам, Дживани, Ашуг Хайат, Гусан Ашот, Гусан Шаэн, Гусан Геворг, Гусан Аваг, Гусан Смбат, Гусан Ерванд, Гусан Овсеп (Никогосян), Чтиганос, Лункианос Карнеци, Азбар-Адам, Ширин (Ованес Карапетян), Джамали (Мкртич Талянц), Пайцаре (Варшам Трдатян) и другие.
К началу XX века относится творчество виртуозного кеманчиста Саши Оганезашвили (Александра Аршаковича Оганяна) и других талантливых музыкантов-инструменталистов.

## Армянская народная музыка сегодня

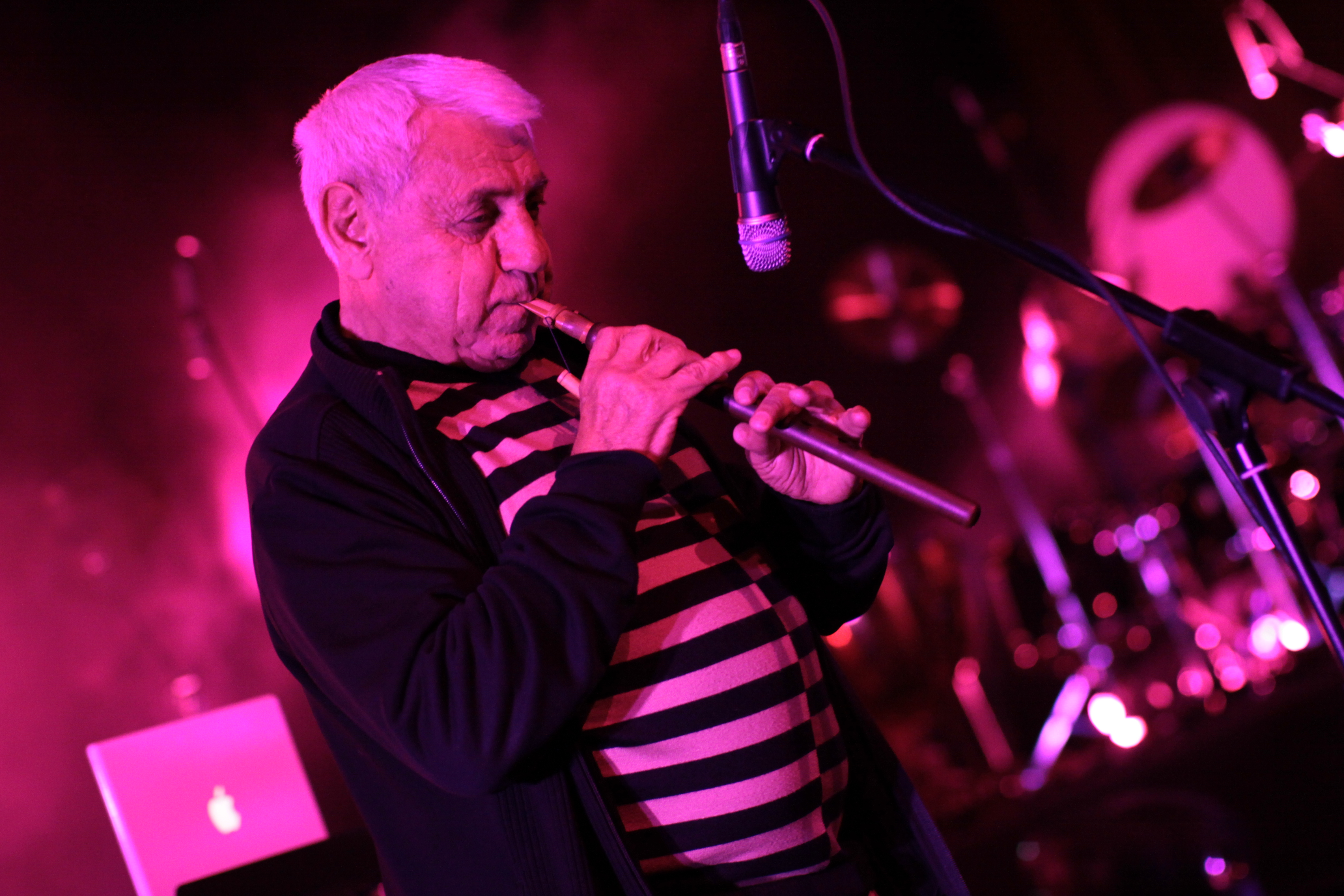
Djivan Gasparyan 2009.

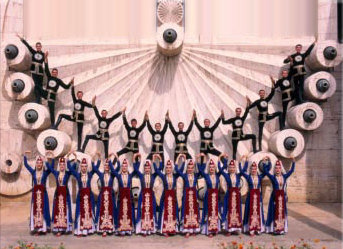
Ансамбль Народного Танца
Армении «Берд».

Современная панорама армянской народной музыки богата и многообразна.
Всемирную известность приобрёл мастер игры на армянском народном инструменте дудуке Дживан Гаспарян, а сама музыка армянского дудука в 2005 году была признана ЮНЕСКО шедевром устного и нематериального культурного наследия человечеств.
К числу других известных дудукистов можно отнести Маргара Маргаряна, Левона Мадояна, Саро Даниеляна, Ваче Овсепяна, Геворга Дабагяна, Егиша Манукяна и других.
Среди авторов-гусанов, а также музыкантов, виртуозно играющих на кемане, шви и прочих народных музыкальных инструментах известность получили Арменак Шахмурадян, Вагаршак Саакян и другие.
Развиваются жанры городской народной песни и инструментальной музыки, которые также имеют древние традиции. Много городских песен, ставших народными, создано на слова известных армянских поэтов: Г. Алишана, А. Исаакяна, О. Туманяна, Р. Патканяна, Г. Агаяна, М. Пешикташляна, О. Ованисяна, С. Шахазиза и других.
Наиболее заметные певицы и певцы, исполняющие армянскую народную музыку: Aраксия Гюльзадян,Норайр Мнацаканян, Вагаршак Саакян, Рубен Матевосян, Айрик Мурадян, Раффи Ованнисян, Папин Погосян, Офелия Амбарцумян, Вардуи Хачатрян, Валя Самвелян, Рима Сарибекян, Сусанна Сафарян, Маник Григорян, Флора Мартиросян, Алина Авагян, Сатеник Саргсян, Армен Давтян, Севак Амроян, Нарек Погосян, Александр Погосян, Эдгар Хачатрян и другие.
В 1938 году в Армении был организован Государственный ансамбль армянской народной песни и пляски, которому затем было присвоено имя его основателя Татула Алтуняна.
Ансамбль имени Т. Алтуняна с большим успехов выступает по всему миру и сегодня.
Ну а при Институте искусств АН Армении уже на протяжении многих десятилетий активно функционирует отдел народного музыкального творчества.

## Влияние на армянскую духовную и классическую музыку

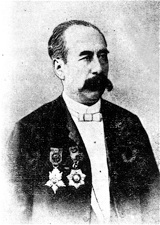
Тигран Чухаджян

Как об этом свидетельствуют исследования многих крупных музыковедов, армянская духовная музыка заимствовала интонационный строй армянской крестьянской песни.
Первые шараканы отмечены лаконичностью формы и ясностью содержания, их мелодии, в отличие от традиционных псалмов, где главенствует речитатив, отличаются ярко выраженной народной напевностью.
Непосредственную связь трёх ветвей армянской национальной музыки (крестьянской, гусано-ашугской и духовной) с большой убедительностью показал Комитас.
Армянская христианская музыка, наряду с арамейской и греко-каппадокийской, лежит в основе всей общехристианской музыкальной культуры, представляя большой интерес для изучения как музыкальная культура страны, которая раньше всех остальных стран мира (в самом начале IV века) приняла христианство в качестве государственной религии.
При этом, исследования армянских, русских и зарубежных музыковедов, в первую очередь Комитаса и Х. С. Кушнарёва, дают основание рассматривать развитие армянской раннехристианской музыкальной эстетики в качестве вполне самостоятельного и самобытного явления культуры, глубоко усвоившего лучшие традиции армянской народной музыки.
Богатые традиции армянской народной музыки оказали очень сильное воздействие также и на развитие армянской классической музыки, что позволило выдающемуся армянскому композитору Тиграну Чухаджяну стать автором эпохального произведения («Аршак II», 1868 год) — первой национальной оперы в истории музыкальной культуры не только одного армянского, но и всех остальных народов Востока.
Т. Г. Чухаджян явился также автором первых на Востоке национальных оперетт и симфонических произведений, в которых были органичным образом синтезированы достижения передовых композиторских школ Европы с лучшими традициями армянской народной и духовной музыки.
Ярким колоритом армянской народной музыки отмечены также симфонические произведения армянских композиторов последующих поколений: А. Спендиарова, А. Тер-Гевондяна, К. Закаряна, А. Степаняна, С. Баласаняна, А. Хачатуряна, Т. Тер-Мартиросяна, Г. Егиазаряна, Л. Сарьяна, А. Арутюняна, А. Бабаджаняна, Э. Мирзояна, Э. Оганесяна, Э. Хагагортян, А. Тертеряна и других.

## Музыкальные инструменты

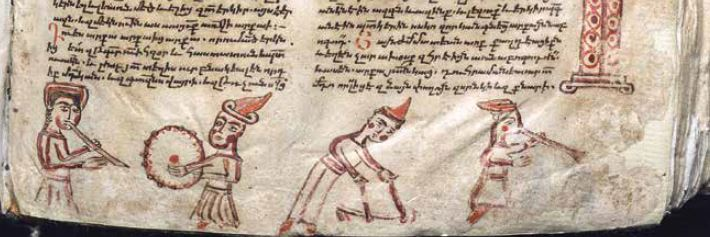
Музыканты, рукопись 1400—1401 годов

Дудук — духовой инструмент с широкой двойной тростью. Один из символов Армении.
Дхол — армянский ударный музыкальный инструмент, род двустороннего барабана, имеющего форму цилиндра и покрытого одной или двумя мембранами.
Возникновение дхола относится к языческому периоду истории Армении. Этот инструмент применялся армянами во время военных походов, а также используется в ансамбле с зурнами при музыкальном сопровождении различных танцев, торжественных церемоний, праздничных шествий и т. д.
Для игры на дхоле могут быть задействованы две палочки, сделанные из бамбука или тростника: толстая — «копал» и тонкая — «тчипот», но более популярной является техника игры пальцами и ладонями обеих рук.
Бамбир, кемани, кеман (арм. Բամբիր, Քեմանի) — армянские смычковые народные музыкальные инструменты.
Бамбир имеет 4 струны, настраивается на кварту или квинту, диапазон от ля малой октавы до ля второй октавы..
На бамбире играют сидя, держа инструмент между коленями. Можно одновременно играть на 2х или 3х струнах.
Первые сведения о бамбире восходят к IX веку. Во время раскопок одной из столиц Армении — Двина, была обнаружена плита с изображением музыканта, державшего на плече инструмент, похожий на скрипку.
Смычковый инструмент кеман является родственником понтийской лиры.
Кеман отличается от бамбира размером (55-70 см в длину) и количеством основных струн (от четырёх до семи). Кроме основных струн, как в гадулке, кеман имеет четыре резонансных или т. н. симпатических струны, создающих при игре на инструменте постоянное фоновое звучание.
Кеман был распространён в Каппадокии а также в городах и селах Понта: Трабзоне, Атапазаре, Орду, Гиресуне. Армянское население Понта использует кеман чаще других видов смычковых инструментов.
В Армении на кемане играл известный Ашуг Дживани.
В своих поздних версиях (XX век) кемани имеет уже несколько регистровых модификаций.

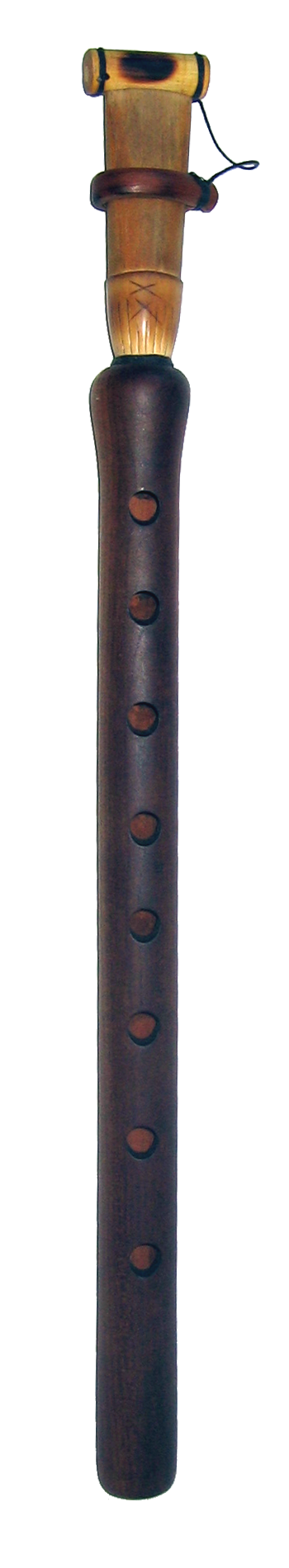
Дудук
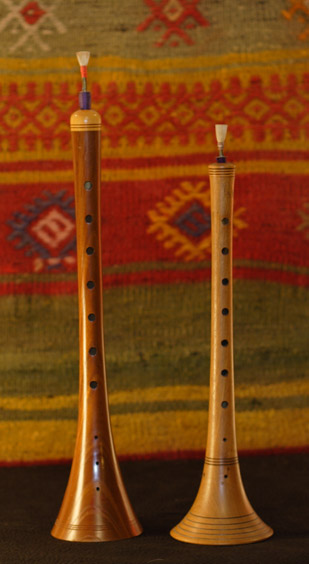
Зурна
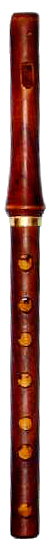
Шви
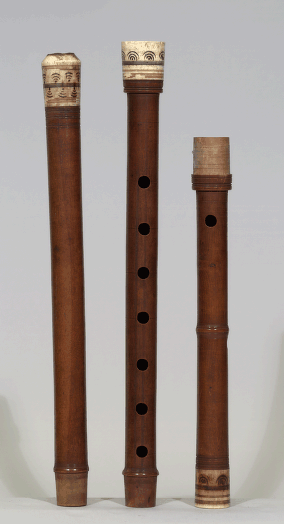
Кавал
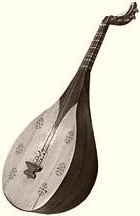
Барбет
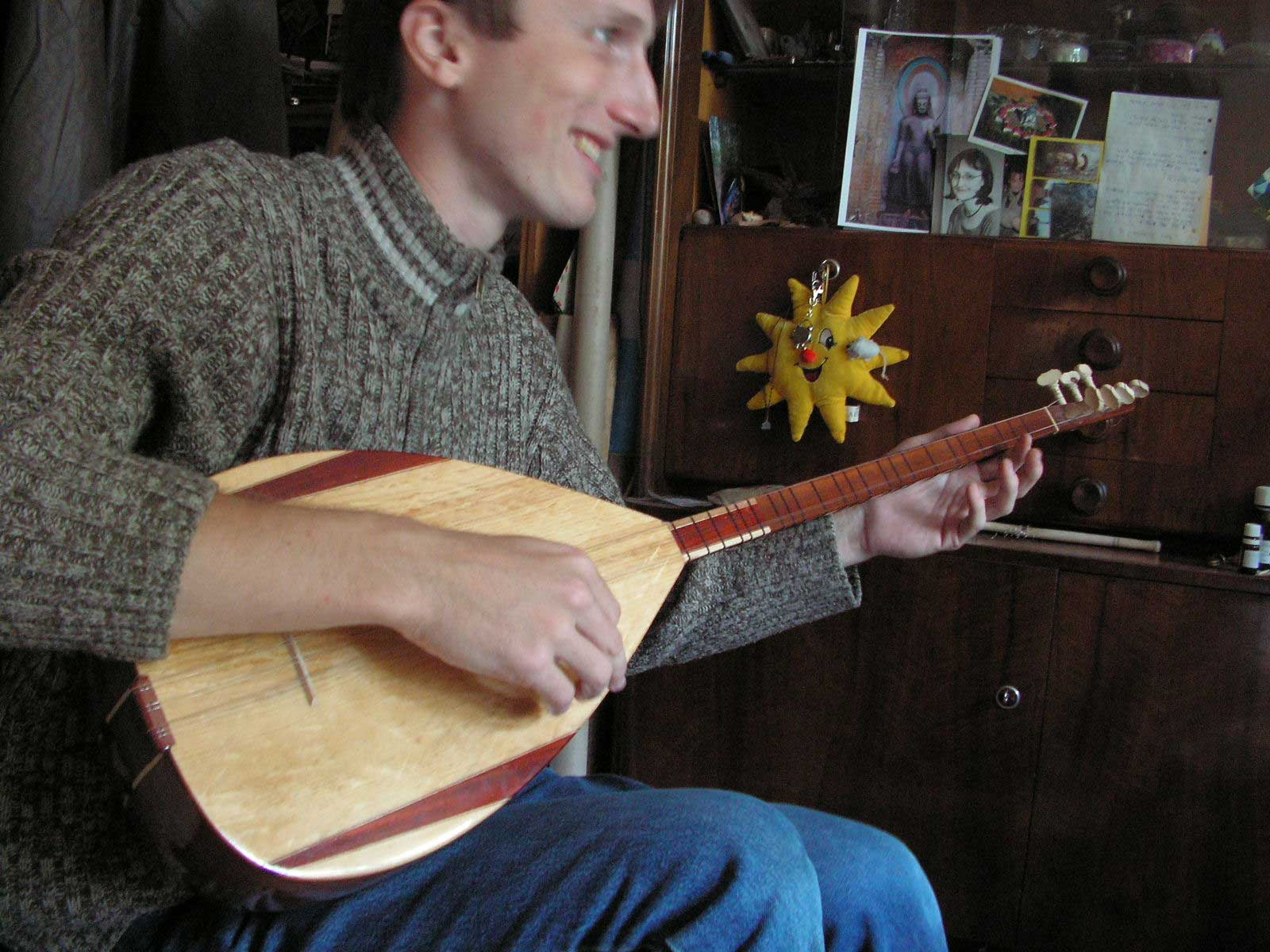
Саз
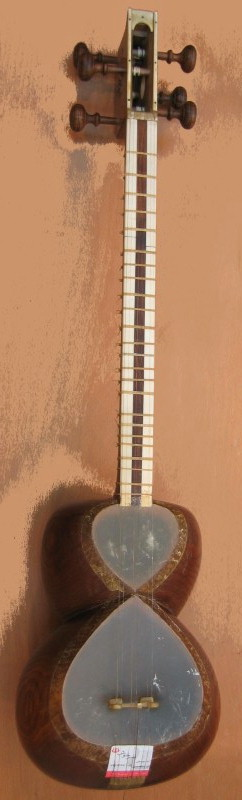
Тар
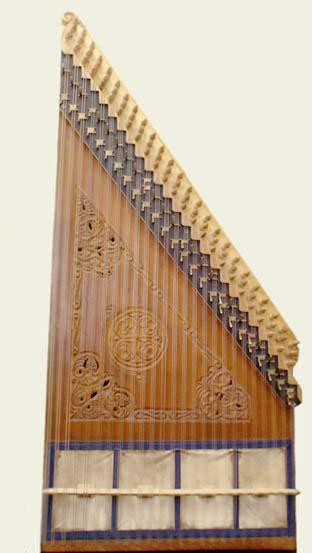
Канун
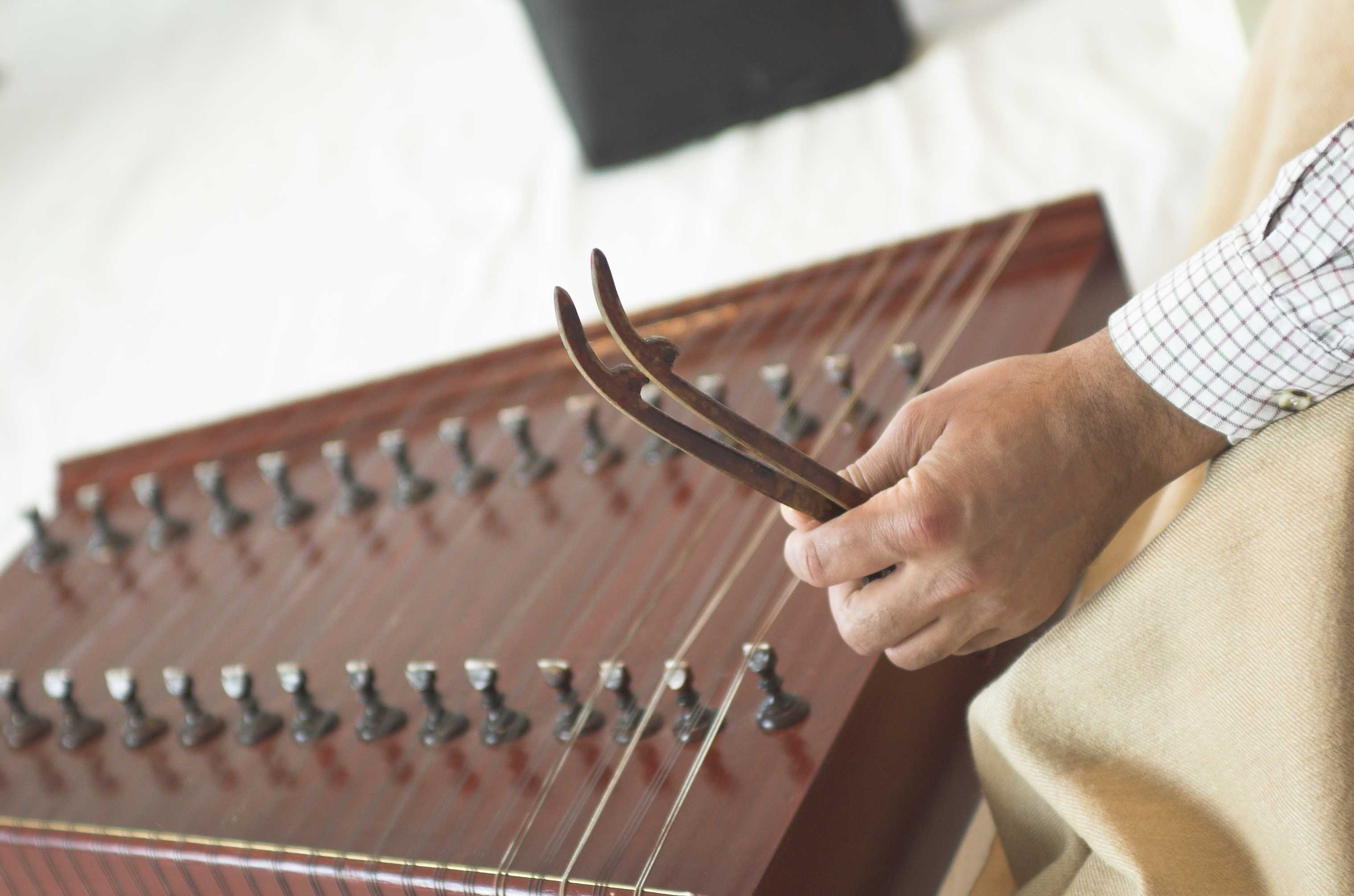
Сантур
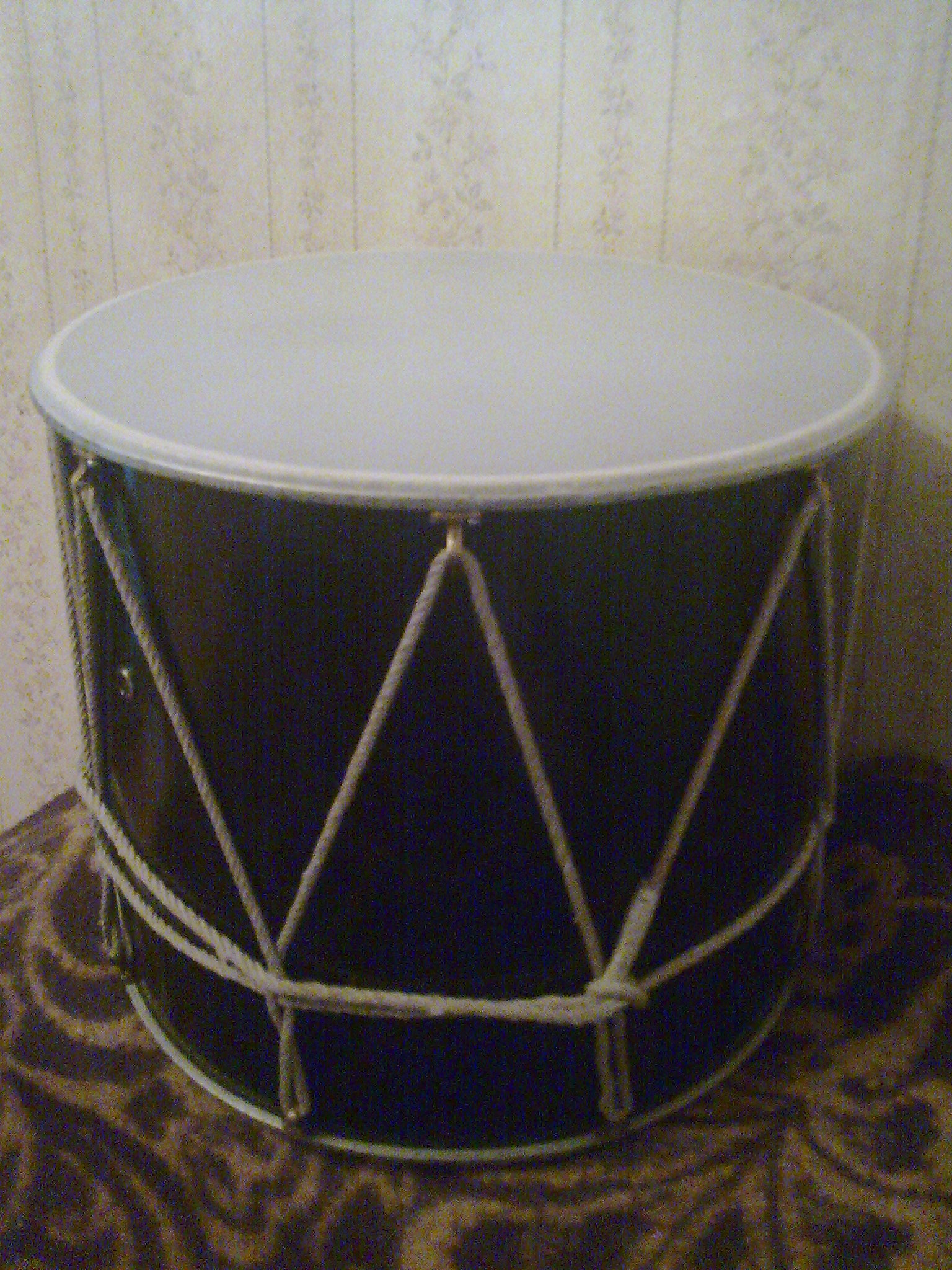
Дхол